# Аким Милер
Аким Милер (њем. Achim Müller; Детмолд, 14. фебруар 1938 — 28. фебруар 2024) био је њемачки научник. Био је професор на факултету за хемију на универзитету у Билефелду.

## Академска каријера
Аким Милер студирао је хемију и физику на Универзитету у Гетингену гдје је и докторирао 1965. године, а право да постане професор стекао је 1965. године. Тако 1971. и постаје професор на универзитету у Дортмунду, а 1977. постаје професор неорганске хемије на универзитету у Билефелду. Његов истраживачки рад укључује синтезу спојева прелазних материјала, посебно њихову везу са нанохемијом, такође се бави биохемијом, молекуларним магнетизмом и молекуларном физиком. Такође га интересују историја и филозофија науке. 
Објавио је око 900 научних радова у више од 100 научних часописа из разних научних дисциплина, вршио је рецензију на преко 40 радова и коаутор је 14 књига. Аким Милер је био члан неколико државник и међународних академија, на примјер Пољске академије наука, Индијске академије наука и Државне академије прецизних физичких и природних наука у Аргентини. Добитник је и бројних признања и награда.

## Истраживање
Његова истраживања се темеље на принципу одоздо према горе, синтези порозних нанокластера и њиховој употреби као функционалних материјала. То укључује: 
- Изучавање процеса, укључујући и каталичких, који се дешавају унутар полиоксиометалних нанокапсула (капсуле се одликују порама које се затварају постепено према унутрашњости и тиме се подешава функционалност)
- Истраживање хидрофобног ефекта: подешавањем хидрофобности унутрашњости капсуле могуће је на примјер утицати на воду везану унутар капсуле
- Испитивање хемијских прилагодљивости наноматеријала
- Мулти супрамолекулску хемију на површини полиоксоматалних нанокапсула
- Моделовање транспорта катјона кроз мембране настале удруживањем полиоксометалних кластера те раздвајању катјона помоћу полиоксометалних нанокапсула
- Проучавање својства супрамолекулских агрегата полиоксометалних кластера
- Коодринацијска хемија на површини у порама и у шупљинама нанокапсула
- Проучавање процеса везивања ствари уопштено унутар капсула као и реакције које се догађају у ограниченим просторима
- Јединствене молекулске магнете

Посебан допринос представљају откриће кластера сферног облика који садрже 132 атома молибдена (Mo132), промјера приближно 3 nm, те њихових деривата , затим кластера који имају облик точка, у чији састав улази 154 атома молибдена (Mo154) ) те кластера чији облик подсјећа на јежа (Mo368), чија је једна димензија чак 6 nm. Ови спојеви су привукли пажњу научника не само због својих димензија већ и због својих јединствених особина па их је могуће сврстати у наноматеријале. Величина ових кластера може се сликовито представити са молекулом кисеоника. Уколико се као мјерна јединица узме удаљеност између два атома кисеоника унутар молекула (0,12 nm), тада је у поређењу са тим једна димензија кластера Mo368 чак 50 пута већа. Милеров рад такође показује како сферне, порозне капсуле могу послужити као моделни системи за проучавање процеса које се догађају у живој ћелији, попут јонског транспорта. Сви наведени кластери припадају скупу спојева који се називају полиоксометалати, а неки од којих припадају. Ови спојеви су предмет истраживања многих здравствено-истраживачких тимова широм свијета, посебно оних који се проучавају науку материјала.

## Научни радови
За листу научних радова погледајте страницу.  Архивирано на веб-сајту  (26. јануар 2010)